# Sveti rat
Sveti rat je naziv za koncept rata ili, u širem smislu, svakog društvenog sukoba u kojem je jedna strana uvjerena da ga vodi po dužnosti koju je propisala božanska ili natprirodna sila, odnosno kako u njemu mora ustrajati do konačne pobjede. Strana koja proglasila sveti rat od svojih sudionika zahtjeva da se nikako ne smiju obazirati na vlastite ljudske i materijalne žrtve, odnosno da radi postizanja cilja ne smiju postojati skrupuli koji inače postoje u miru ili "običnim" sukobima. Također se podrazumijeva kako sveti rat nikako ne smije završiti kompromisom, nego isključivo potpunom pobjedom vlastite strane.

## Povijest
Sveti ratovi se najčešće poistovjećuju s religijskim ratovima, pri čemu se kao najčešći primjer spominju koncept džihada u islamu ili rekonkviste i križarskih ratova u kršćanstvu. Postojali su sveti ratovi i u antičkoj Grčkoj, čiji cilj je bio nadzor nad pojedinim svetištem. Također, ratovi starozavjetnih Izraelaca nikad nisu bili samo obični ratovi, već prije svega sveti rat, sa sakralnim obilježjima i unutarnjim religioznim nadahnućem. Međutim, u posljednja dva stoljeća se nove ideologije mogu natjecati s religijama u fanatizmu svojih sljedbenika, pa države i režimi vođeni njima eksplicitno ili implicitno, odnosno u većoj ili manjoj mjeri koriste retoriku i metode svetog rata, najčešće opisujući suprotnu stranu kao oličenje "čistog" zla koje se mora uništiti. Jedan od primjera je Drugi svjetski rat gdje su Saveznici na takav način opisivali Sile Osovine. Tako je američki general Dwight D. Eisenhower svoje vođenje rata opisao kao Križarski rat u Europi, a čak je i tadašnji službeno ateistički Sovjetski Savez kao naslov svoje neslužbene ratne himne odabrao izraz sveti rat. Najpoznatiji suvremeni primjer je samoproglašena pobunjenička državna tvorevina Islamska država Iraka i Levanta, koja svoje aktivnosti naziva svetim ratom.